# Rotationskolbenlader
Der Rotationskolbenlader ist ein mechanischer Verdrängerlader für Verbrennungsmotoren. Der Entwurf für den Rotationskolbenlader stammt von Felix Wankel.

## Funktion
Der Rotationskolbenlader ist eine innenachsige Drehkolbenmaschine. Der angetriebene Innenläufer (Rotationskolben) dreht sich exzentrisch in dem zylindrischen Außenläufer. 
Das Läuferverhältnis bei ausgeführten Rotationskolbenladern beträgt entweder 2 zu 3 oder 3 zu 4. Die Läufer drehen gegeneinander und zum Gehäuse berührungslos um raumfeste Achsen. 
Infolge der Exzentrizität kann ein größtmögliches Volumen eingefangen, verdichtet und verschoben werden. 
Die Lage der Austrittskante legt das Verhältnis der inneren Verdichtung fest.
Innen- und Außenrotor werden von einem mit Fett dauergeschmierten Stirnrad-Hohlradgetriebe synchronisiert. 
Die Wälzlager haben ebenfalls Fettdauerfüllungen. Innen- und Außenrotor sind spaltgedichtet und im Regelfall beschichtet. Kolbenringe dichten den Arbeitsraum vom Getrieberaum ab.
Der Verbrennungsmotor treibt den Lader in der Regel durch einen Riemen oder Kettentrieb. Entweder ist er direkt gekoppelt (Dauerbetrieb) oder über eine Kupplung (z. B. Magnetkupplung, Zuschaltbetrieb). Das Übersetzungsverhältnis kann über den Motordrehzahlbereich konstant oder variabel sein.
Mechanische Verdrängerlader (MVL) erfordern für einen gegebenen Volumenstrom ein deutlich größeres Bauvolumen als mechanische Kreisellader (MKL). Der MVL kommt hauptsächlich bei kleinen bis mittelgroßen Motoren für Pkw zur Anwendung, da dafür das Verhältnis von Fördervolumen zu Bauvolumen noch vertretbar ist.

## Vorteile
- Weniger bewegliche Teile, damit leichter und zuverlässiger.
- Vollkommener Massenausgleich und damit weniger Arbeitsverluste und ruhigerer Lauf.

## Nachteile
- Teure und umständliche Produktion.
- Benötigt mehr Bauvolumen.

## Quelle
- Robert Bosch GmbH, Kraftfahrtechnisches Taschenbuch, 22. Auflage, Seite 426